# Azreen Nabila Alias
Azreen Nabila binti Alias (* 29. Juni 2000 in Kuala Terengganu) ist eine malaysische Leichtathletin, die sich auf den Sprint spezialisiert hat.

## Sportliche Laufbahn
Erste Erfahrungen bei internationalen Meisterschaften sammelte Azreen Nabila Alias im Jahr 2016, als sie bei den Juniorenasienmeisterschaften in der Ho-Chi-Minh-Stadt mit 12,40 s in der ersten Runde im 100-Meter-Lauf ausschied. Im Jahr darauf belegte sie bei den Jugendasienmeisterschaften in Bangkok in 12,26 s den sechsten Platz über 100 Meter und schied im 200-Meter-Lauf mit 26,44 s in der Vorrunde aus. Im Juli gelangte sie bei den Commonwealth Youth Games in Nassau über 100 und 200 Meter bis ins Halbfinale und schied dort mit 12,63 s und 26,39 s aus. Ende August startete sie dann mit der malaysischen 4-mal-100-Meter-Staffel bei den Südostasienspielen in Kuala Lumpur und belegte dort in 45,39 s den fünften Platz. Zwei Jahre später gelangte sie bei den Südostasienspielen in Capas mit 45,25 s auf Rang vier im Staffelbewerb und gewann in der Mixed-Staffel über 4-mal 100 Meter in 42,20 s die Bronzemedaille hinter den Teams aus den Philippinen und Thailand. 2021 startete sie dank einer Wildcard über 100 Meter bei den Olympischen Spielen in Tokio und überstand dort die Vorausscheidung und schied dann mit 11,91 s im Vorlauf aus.
2022 klassierte sie sich bei den Südostasienspielen in Hanoi mit 11,99 s auf dem siebten Platz über 100 Meter und gewann mit der Staffel in 45,32 s die Bronzemedaille hinter den Teams aus Thailand und Vietnam. Im Jahr darauf gewann sie bei den Südostasienspielen in Phnom Penh in 44,58 s ebenfalls die Bronzemedaille mit der Staffel und verhalf der Mannschaft anschließend bei den Asienmeisterschaften in Bangkok zum Finaleinzug. Im Oktober gewann sie bei den Asienspielen in Hangzhou in 45,01 s gemeinsam mit Zaidatul Husniah Zulkifli, Nur Afrina Batrisyia und Shereen Vallabouy die Bronzemedaille hinter den Teams aus der Volksrepublik China und Thailand. 2025 belegte sie mit der Staffel bei den Asienmeisterschaften in Gumi in 44,75 s den sechsten Platz. Anschließend schied sie bei den World University Games in Bochum mit 12,04 s in der ersten Runde über 100 Meter aus und verpasste mit der Staffel mit 46,86 s den Finaleinzug.

## Persönliche Bestleistungen
- 100 Meter: 11,77 s (+0,5 m/s), 30. Juli 2021 in Tokio
- 200 Meter: 24,76 s, 20. September 2018 in Ipoh